# Anette Kugelmüller-Pugh

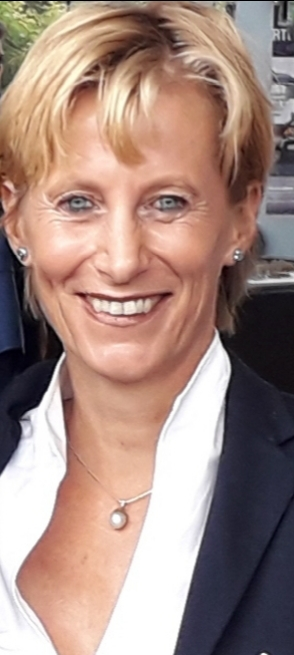
Anette Kugelmüller-Pugh (2019)

Anette Kugelmüller-Pugh (* 10. August 1971 in München) ist eine deutsche Juristin und Richterin am Bundesfinanzhof.

## Leben und Wirken
Kugelmüller-Pugh studierte Rechtswissenschaften an den Universitäten München und Lausanne. Nach dem Abschluss ihres Studiums mit dem Ersten Juristischen Staatsexamen und dem anschließenden Referendariat legte sie 2000 ihr Zweites Juristisches Staatsexamen ab und trat eine Stellung im Bayerischen Finanzministerium an. Während dieser Beschäftigung absolvierte sie ein einjähriges Masterstudium am King’s College London, das sie mit dem Master of Laws im Steuerrecht abschloss. 2005 wurde Kugelmüller-Pugh von der Universität Augsburg mit der steuerrechtlichen Arbeit Der steuerrechtliche „Gesamtplan“ – rechtsgrundloses Argumentationsmuster oder legitime Rechtsfigur? Herkunft, Merkmale und methodische Begründung eines Rechtsinstituts zur Dr. iur. promoviert. Von November 2007 bis November 2008 war sie beim Finanzamt Dachau beschäftigt und anschließend als wissenschaftliche Mitarbeiterin an den Bundesfinanzhof abgeordnet. Seit 2011 war sie als Richterin am Finanzgericht München tätig. Diese Tätigkeit wurde nur durch eine Hospitation beim Gerichtshof der Europäischen Union unterbrochen.
2015 wurde Kugelmüller-Pugh zur Richterin am Bundesfinanzhof gewählt. Sie trat ihre neue Stellung zum 11. Januar 2016 an und wurde dem vor allem mit der Einheitsbewertung, Grunderwerbsteuer sowie der Erbschaft- und Schenkungsteuer befassten II. Senat zugewiesen. Darüber hinaus ist sie Mitautorin eines Kommentars zum Erbschaftsteuer- und Schenkungsteuergesetz. Am 15. Januar 2025 wurde sie zur Pressesprecherin des Bundesfinanzhofs ernannt.